# 61.º Grupo de Batalhão Mecanizado

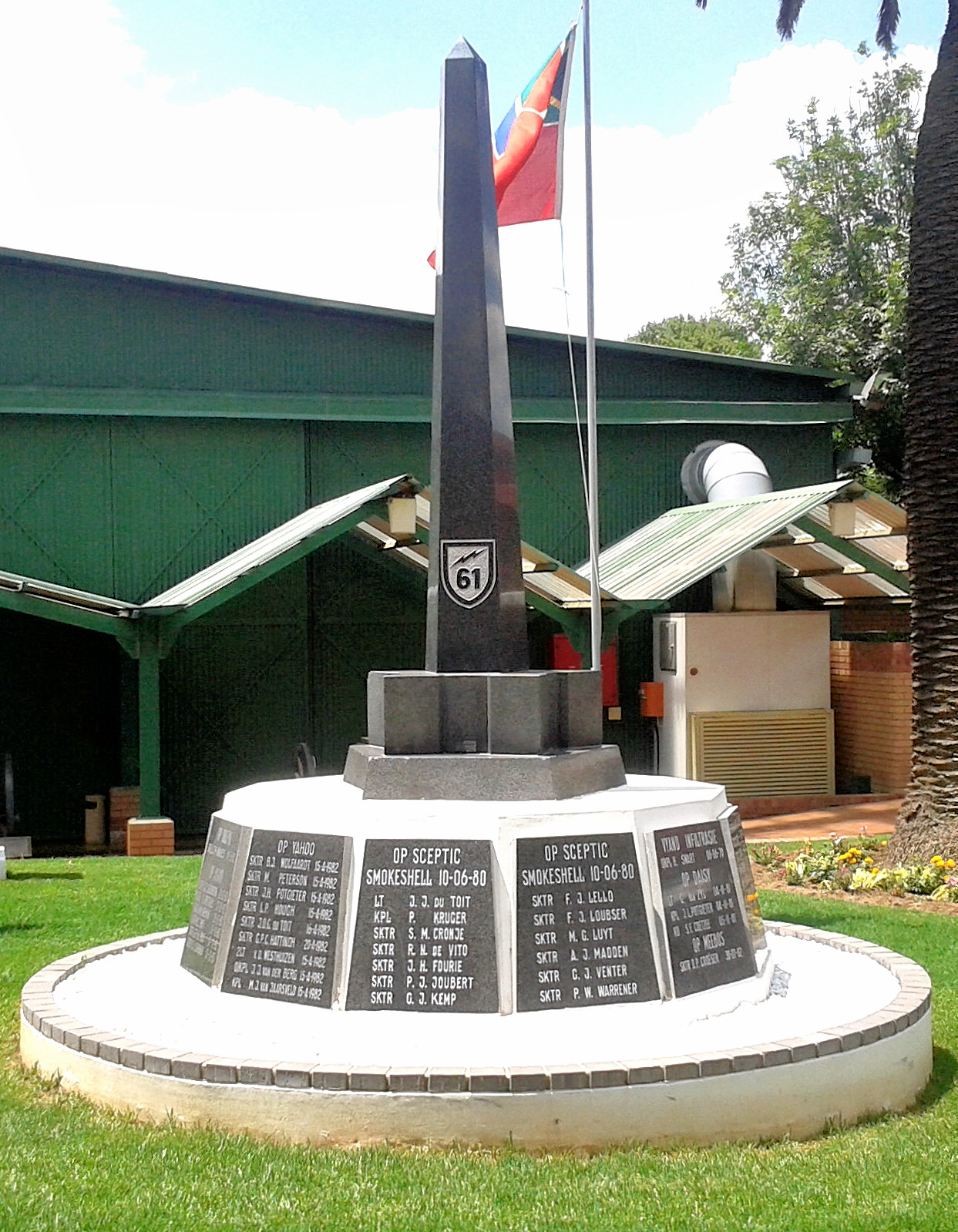
Memorial do 61º Grupo de Batalhão Mecanizado.

O 61º Grupo de Batalhão Mecanizado (em inglês:  61 Mechanised Battalion Group) era uma unidade do Corpo de Infantaria Sul-Africano; embora fosse classificada como infantaria mecanizada, era uma força de armas combinadas composta por infantaria, blindados e artilharia.

## História

### Grupo de Combate Juliet
O General Constand Viljoen, Chefe do Exército, formulou um plano em 1978 para introduzir um grupo de combate mecanizado em Ovambolândia, no então Sudoeste Africano, para conduzir operações contra a SWAPO. O Grupo de Combate Juliet foi então formado sob o comando do Comandante Frank Bestbier.

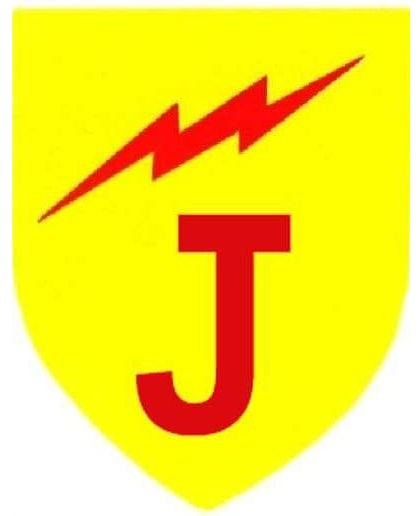
Marcador temporário de veículo da SADF para o Grupo de Combate Juliet.

### Operação Reindeer
O Grupo de Batalha entrou em ação pela primeira vez na Operação Rena no início de maio de 1978, lançando um ataque ao quartel-general e base logística da Frente Ocidental da SWAPO, em Chetequera, a 15km ao norte da fronteira do Sudoeste Africano, com uma força de assalto mecanizada.:76 Este ataque fez parte da Operação Rena, durante a qual os pára-quedistas atacaram um alvo separado em Cassinga, cerca de 300km para Angola. Após a Operação Rena foi decidido estabelecer uma unidade de combate mecanizada convencional permanente na área operacional e o Comandante Johann Dippenaar foi nomeado para criar esta unidade.
Em janeiro de 1979, o Grupo de Batalha foi renomeado para 61º Batalhão Mecanizado e tornou-se parte da ordem de batalha regular. O 61 Mech serviu durante mais de uma década no território, travando uma guerra de guerrilha contra a Organização Popular do Sudoeste Africano, bem como participando em operações convencionais contra as forças cubanas e angolanas.

### Quartel-General no Sudoeste Africano
Um quartel-general tático para 61 Mech foi inicialmente estabelecido em Otavi, mas em abril de 1979 foi transferido para Tsumeb. O 61 Mech acabou sendo reassentado em Omuthiya, com QG em Tsumeb.

#### Operações posteriores
O 61 Mech esteve principalmente envolvido nessas operações.

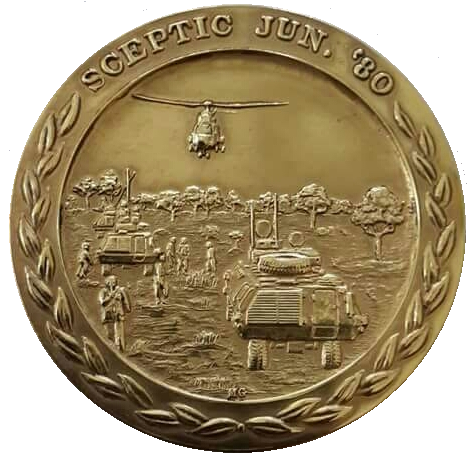
Medalhão Comemorativo da Operação Sceptic da SADF.

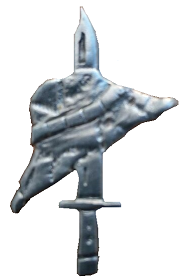
Barra de participação da Operação Hooper da SADF.

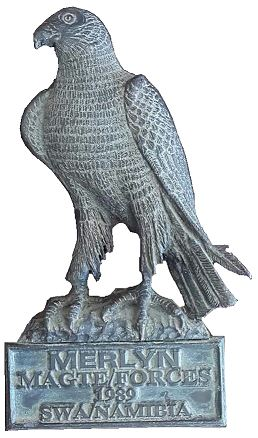
O 61 Mech fez parte da resposta do Setor 10 ao crescimento cubano e às incursões da SWAPO, conhecidas como Forças Merlyn em 1989, no Sudoeste da África.

- Operation Carrot (1979)
- Operation Sceptic (1980)
- Operation Protea (1981)
- Operation Daisy (1981)
- Operation Meebos (1982)
- Operation Yahoo (1982)
- Operation Dolfyn (1983)
- Operation Askari (1983)
- Operation Vasvat (1984)
- Operation Nekomdraai (1984)
- Operation Pronkertjie (1985)
- Operation Viper (1985)
- Operation Benzine
- Operation Moduler
- Operation Hooper
- Operation Packer
- Operation Excite (1988)
- Operation Linger
- Operation Merlyn (1989)
- Operation Arson I
- Operation Arson II
- Operation Light Foot
- Operation Ventic
- Operation Pikadel
- Operation Reward
- Operation Displace
- Operation Jamba
- Operation Hulti (1988)
- Operation Prone (1988)
- Operation Makro (1981)

### Mudança para a África do Sul e Escola de Batalha do Exército Lohatla
Durante setembro de 1991, o 61 Mech Bn Gp, baseado em Rooikop, na Namíbia, reassentou-se na Escola de Batalha do Exército em Lohatla, na África do Sul. O 61 Mech permaneceu como parte da Reserva do Exército C, sob o comando operacional do QG da 60ª Brigada e apoiado administrativamente pela Escola de Batalha do Exército. Durante este tempo, o Exército C alterou a organização da Escola de Batalha para executar duas funções simultaneamente:
- primeiro, continuar a administrar a instalação como uma grande instituição de treinamento para reservas e forças em tempo integral, como acontecia no passado;
- segundo, fornecer o quartel-general para uma Força de Desdobramento Rápido virtual (incluindo o 61 Mech), como parte de sua ordem de batalha permanente.

#### Operações após a realocação
O 61 Mech esteve principalmente envolvido nessas operações.
- Operação Shobashobane
- Operação Intexo (1995)
- Operação Jumbo III (1996)
- Operação Vlakhaas (1995)
- Operação Sweepslag (1994)
- Operação Sombre (1994)

### Dissolução
Em 2005, o 61 Mech foi dissolvido e seus elementos de infantaria fundidos no 8º Batalhão de Infantaria Sul-Africano em Upington após se mudarem de Lohatla. Os componentes de blindados e artilharia foram fundidos em outras unidades regulares existentes de seus respectivos corpos.

## Organização
O 61 Mech foi organizado da seguinte forma:
- duas companhias de infantaria, equipadas com o Veículo de Combate de Infantaria Ratel-20,
- se necessário, uma terceira companhia de infantaria era anexada. Em muitas ocasiões tratava-se de uma companhia do 1º Batalhão de Pára-quedistas que estava vinculada como companhia motorizada em Buffels
- um esquadrão de carros blindados inicialmente equipado com carros blindados Eland. Durante 1980, os Elands foram substituídos pelo Ratel-90 e mais tarde pelo Veículo Blindado de Combate Rooikat,
- uma companhia de apoio composta por um pelotão antitanque em veículos Ratel-90,
- um pelotão de morteiros de 81mm em Ratel-81,
- uma tropa antiaérea e
- uma bateria de artilharia equipada com o obuseiro G5 . O poder de fogo foi aumentado ainda mais pela adição da versão autopropulsada (G6 Rhino).
- Em 1988, o 61 Mech também recebeu o primeiro esquadrão de MBT Olifant desdobrado em combate, para combater a crescente ameaça de tanques das FAPLA.

O 61 Mech foi encarregado principalmente como Unidade de Resposta Imediata do Exército, devido à sua versatilidade.

### Uniforme Padrão

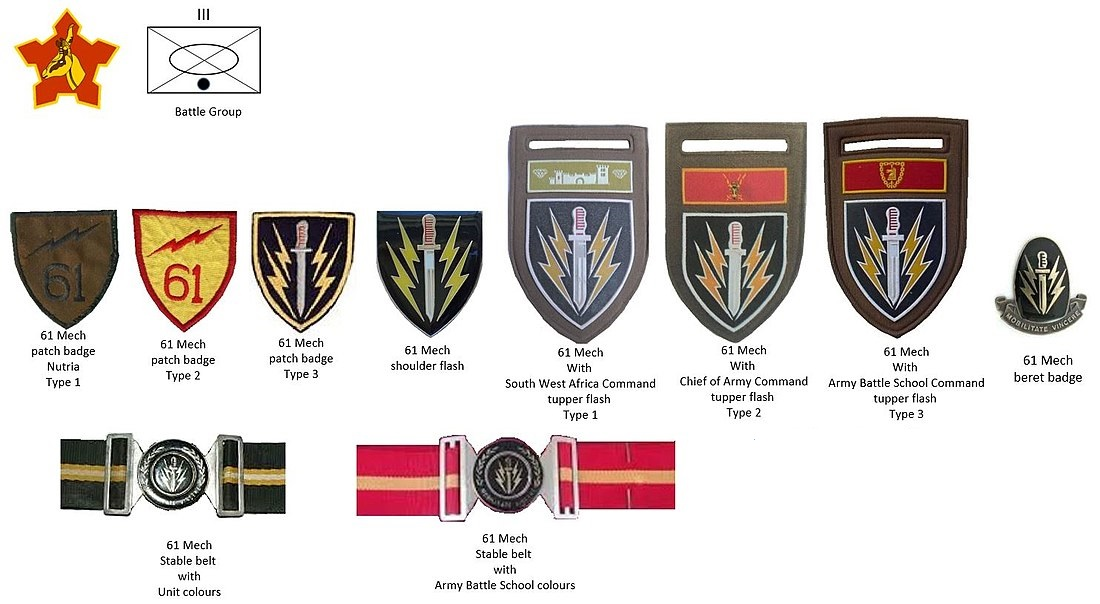
Insígnia do 61º Batalhão Mech da era SADF.

## Equipamento

### Blindados
- Eland 60
- Eland 90
- Olifant MBT

### Transporte Blindado de Pessoal
- Buffel
- Casspir

### Artilharia
- G2
- G5
- G6

### Antiaérea
- Ystervark

### Armas pessoais
- R1
- R4
- R5
- FN MAG
- Morteiro de patrulha 60mm
- RPG

### Veículos de Combate
- Ratel 20
- Ratel 60
- Ratel 81
- Ratel 90
- Ratel Command
- Ratel ZT3

### Logística
- Samil 10 lappiespomp
- Samil 20
- Samil 50
- Samil 100
- Ambulância Rinkhals

## Insígnia

### Distintivo de operações
O 61 Mech recebeu um pequeno distintivo chamado Distintivo Operacional para aqueles que estavam dentro ou vinculados à unidade e que se deslocaram com a unidade em tarefas operacionais.:14 O distintivo tinha fundo amarelo e foi atribuído inicialmente apenas para operações transfronteiriças em Angola.:14 Foi sugerida uma versão subsequente com fundo verde, que seria para tarefas internas. Esta versão nunca foi autorizada e o emblema amarelo foi concedido para todas os desdobramentos operacionais. O distintivo consistia em uma adaga com três raios diagonais em vermelho. Uma versão moderada foi produzida para uso em uniformes nutria (marrons). Com a introdução da camuflagem, foi produzida uma nova versão sobre palha verde.
Distintivos
- Barra de Participação Operacional.
- Barra de Participação Operacional em uniforme de campanha (estilo antigo).
- Barra de Participação Operacional em uniforme de campanha (estilo novo).
- Barra do Veterano do  61 Mech.

Esta ponta de faca sempre ficava voltada para o coração de quem a usava.

### Companhias
Cada companhia ou elemento do Batalhão (grupo) possuía bandeira e distintivo de identificação próprios.
Insígnias de companhia
- Companhia do QG
- Companhia Alfa - Infantaria
- Companhia Bravo - Infantaria
- Esquadrão Charlie 61 Mech - Blindados
- Bateria Sierra 61 Mech - Artilharia

## Liderança
:1034

## Agraciados com a Honoris Crux
| Sobrenome         | Iniciais | Classificação | Ano  | Operação                         |
| ----------------- | -------- | ------------- | ---- | -------------------------------- |
| du Toit           | J.J.     | Tenente       | 1980 | Operação Sceptic                 |
| Rutherford        | G.T.     | LCPL          | 1980 | Operação Sceptic                 |
| van der Westhizen | D.R.     | 2º Ten        | 1981 | Operação Carrot                  |
| Anderson          | L.A.     | Major         | 1981 | Operação Daisy                   |
| Steyn             | S.S.     | 2º Ten        | 1982 | Operação Meebos                  |
| le Roux           | H.C.     | 2º Ten        | 1983 | Operação Phoenix (África do Sul) |
| Macaskill         | A.       | 2º Ten        | 1984 | Operação Askari                  |
| Kooij             | J.       | 2º Ten        | 1987 | Operação Moduler                 |
| Bremer            | H.M.     | 2º Ten        | 1987 | Operação Moduler                 |
| Green             | G.W.     | Rfn           | 1987 | Operação Moduler                 |

## Honras de Batalha
Predefinição:BattleHonour

## Desenvolvimentos adicionais
A partir do sucesso do 61 Mech, foram desenvolvidos o 62º Grupo de Batalhão Mecanizado e o 63º Grupo de Batalhão Mecanizado, abrangendo princípios de grupos de batalha semelhantes.
Teoricamente, as três unidades teriam formado a 60ª Brigada, a resposta de nível de brigada altamente móvel da África do Sul a um ataque convencional completo ao Sudoeste da África.